# Odynerus wilhelmi
Odynerus wilhelmi är en stekelart som beskrevs av Dusmet 1917. Odynerus wilhelmi ingår i släktet lergetingar, och familjen Eumenidae. Inga underarter finns listade i Catalogue of Life.